# ڱ
Nge ‹ ڱ › est une lettre additionnelle de l’alphabet arabe utilisée dans l’écriture de l’od et du sindhi. Elle est formée d’un gāf ‹ گ › avec deux points suscrits.

## Utilisations
En sindhi écrit avec l’alphabet arabe sindhi, ‹ ڱ › retranscrit une consonne nasale vélaire voisée [ŋ], aussi retranscite avec nga ‹ ङ › en sindhi écrit avec la devanagari.

## Sources
- (en) Peter T. Daniels, « The type and spread of Arabic script », dans The Arabic Script in Africa, Brill, coll. « Studies in Semitic Languages and Linguistics » (no 71), 2014, 25–39 p. (DOI 10.1163/9789004256804_003)
- (en) Alan S. Kaye, « Adaptations of Arabic script », dans Peter T. Daniels, William Bright, The World’s writing systems, Oxford et New York, Oxford University Press, 6 juin 1996, xlvi + 920 (ISBN 978-0-19-507993-7)